# Francesco Nanni
Francesco Nanni (ur. 4 stycznia 1949 w Saint-Cloud) – sanmaryński strzelec, olimpijczyk.

## Kariera
Dwukrotny uczestnik igrzysk olimpijskich (IO 1980, IO 1984). Podczas igrzysk w Moskwie zajął 36. pozycję w karabinie małokalibrowym w trzech postawach z 50 m (startowało 39 zawodników). Na igrzyskach w Los Angeles zajął 5. miejsce w karabinie małokalibrowym leżąc z 50 m (wśród 70 sportowców), tracąc do podium 2 punkty – do 2012 roku był to najlepszy wynik sanmaryńskiego sportowca na igrzyskach olimpijskich (rezultat ten poprawiła Alessandra Perilli).
Brał udział w Igrzyskach Śródziemnomorskich 1993 i Igrzyskach Małych Państw Europy 1985, jednak bez zdobyczy medalowych.

## Wyniki

### Igrzyska olimpijskie
| Igrzyska         | Konkurencja                               | Wynik                         | Miejsce | Źródło |
| ---------------- | ----------------------------------------- | ----------------------------- | ------- | ------ |
| Moskwa 1980      | Karabin małokalibrowy, trzy postawy, 50 m | 1093 pkt. (383–366–344)       | 36      | [ 1 ]  |
| Los Angeles 1984 | Karabin małokalibrowy leżąc, 50 m         | 594 pkt. (99–99–98–99–99–100) | 5       | [ 3 ]  |